# Спрингер, Джордж
Джордж Челстон Спрингер III (англ. George Chelston Springer III, 19 сентября 1989, Нью-Бритен, Коннектикут) — американский бейсболист, аутфилдер клуба Главной лиги бейсбола «Торонто Блю Джейс». Трёхкратный участник Матча всех звёзд лиги. Победитель Мировой серии 2017 года в составе клуба «Хьюстон Астрос» и обладатель приза её Самому ценному игроку. Двукратный обладатель награды Сильвер Слаггер.

## Биография

### Ранние годы и любительская карьера
Джордж Спрингер родился 19 сентября 1989 года в Нью-Бритене в штате Коннектикут. Он учился в старшей школе Нью-Бритена, затем четыре года провёл в школе Эйвон Олд Фармс. Во время учёбы Спрингер играл в бейсбол, дважды его включали в символическую сборную Новой Англии. В 2008 году он стал победителем национального чемпионата в составе команды Коннектикута. В том же году он был выбран на драфте Главной лиги бейсбола клубом «Миннесота Твинс», но от подписания контракта отказался и поступил в Коннектикутский университет.
В 2009 году он дебютировал в бейсбольном турнире NCAA и стал одним из лучших новичков в истории университета. По итогам сезона Спрингер был лидером команды по количеству набранных ранов, хоум-ранов и RBI. Он стал первым игроком «Коннектикут Хаскис», признанным Новичком года в конференции Big East. Летом Спрингер играл в студенческой Лиге Кейп-Код в составе «Уорэм Гейтмен», по итогам сезона был включён в сборную звёзд лиги.
В сезоне 2010 года Спрингер сыграл в турнире NCAA 64 игры, побив рекорд университета. Он отбивал с показателем 33,7 %, выбил 18 хоум-ранов и украл 33 базы. Летом он был вызван в состав студенческой сборной США, провёл за неё 18 игр, отбивая с эффективностью 29,2 %. В 2011 году он обновил свой лучший результат по количеству матчей, проведя 66 игр. Показатель отбивания Спрингера составил 34,3 %, он набрал 77 RBI и украл 31 базу. По итогам сезона он был назван Игроком года в конференции, претендовал на Дик Хаузер Трофи лучшему игроку студенческого бейсбола и Голден Спайкс Эворд лучшему бейсболисту-любителю в США. Университет он покинул обладателем рекордов по количеству заработанных ранов и выбитых хоум-ранов. Летом 2011 года на драфте Главной лиги бейсбола Спрингер был выбран клубом «Хьюстон Астрос» под общим одиннадцатым номером.

### Профессиональная карьера
В августе 2011 года Спрингер подписал контракт с «Астрос», получив бонус в размере 2,52 млн долларов. В профессиональном бейсболе он дебютировал в составе клуба «Трай-Сити Вэлликэтс», сыграв восемь матчей. Перед началом сезона 2012 года журнал Baseball America поставил его на 59 место в рейтинге лучших молодых игроков. По его ходу Спрингер играл за «Ланкастер Джетхокс» и «Корпус-Кристи Хукс». В 2013 году он поднялся в рейтинге до 37 позиции. В составе «Хукс» он стал одним из лучших бьющих Техасской лиги: в 73 матчах его эффективность на бите составила 29,7 %, он выбил 19 хоум-ранов и украл 23 базы. Ещё 62 матча Спрингер сыграл за команду AAA-лиги «Оклахома-Сити Редхокс».

#### Хьюстон Астрос
Сезон 2014 года Спрингер начал в «Редхокс», но уже 16 апреля был переведён в основной состав «Астрос» и дебютировал в Главной лиге бейсбола. В своём первом сезоне он сыграл 78 матчей, пропустив часть чемпионата из-за травмы. Его показатель отбивания по итогам года составил 23,1 %, он выбил 20 хоум-ранов. В 2015 году Спрингер пропустил более двух месяцев сезона из-за сотрясения мозга и травмы запястья. В 102 сыгранных матчах он отбивал с эффективностью 27,6 %. Показатель получаемых им страйкаутов за два первых года карьеры снизился с 33,0 % до 24,2 %.
В 2016 году ему удалось избежать проблем со здоровьем. Он сыграл во всех 162 матчах регулярного чемпионата, выбив 29 хоум-ранов и набрав 82 RBI. Перед стартом сезона Спрингера назывались среди кандидатов на награду Самому ценному игроку лиги, но по итогам голосования он не получил ни одного балла. В ноябре 2016 года «Астрос» подписали контракт с Джошем Реддиком, после чего Спрингер был переведён на позицию центрального аутфилдера. В регулярном чемпионате 2017 года он отбивал с показателем 28,3 %, выбил 34 хоум-рана и набрал 85 RBI. По итогам сезона он вошёл в число пяти лучших аутфилдеров Американской лиги по ряду статистических показателей. Летом Спрингер впервые в карьере сыграл в Матче всех звёзд лиги, а в ноябре получил награду Сильвер Слаггер. В Мировой серии «Астрос» выиграли у «Лос-Анджелес Доджерс» в семи матчах, впервые завоевав чемпионский титул. В финале показатель отбивания Спрингера составил 37,9 %, он выбил пять хоум-ранов и набрал семь RBI, получив награду Самому ценному игроку серии. Он стал первым в истории игроком, выбивавшим хоум-раны в четырёх матчах подряд в ходе одной Мировой серии.
В феврале 2018 года Спрингер подписал с клубом новый двухлетний контракт на сумму 24 млн долларов. По ходу сезона эффективность его игры снизилась. Одной из причин этого стала травма большого пальца. Летом Спрингер провёл один из худших отрезков в карьере, в течение месяца отбивая с показателем 15,4 %. По итогам регулярного чемпионата он составил 26,5 %. В плей-офф он играл результативнее и стал одним из героев Дивизионной серии против «Кливленда», выбив три хоум-рана в трёх матчах. Перед стартом чемпионата 2019 года он сбросил вес, рассчитывая агрессивнее играть на базах. В первые два месяца сезона показатель OPS Спрингера составил 1,032, его называли в числе претендентов на награду Самому ценному игроку Американской лиги. В конце мая он получил травму подколенного сухожилия и выбыл из строя на месяц. После возвращения на поле он вошёл в число участников Матча всех звёзд. По итогам чемпионата его показатель отбивания составил 29,2 %, он выбил 39 хоум-ранов. Сезон стал для Спрингера лучшим в его карьере в лиге.
В начале 2020 года он подписал с клубом однолетний контракт на 21 млн долларов, избежав арбитражных слушаний. В сокращённом из-за пандемии COVID-19 чемпионате Спрингер сыграл 51 матч, отбивая с эффективностью 26,5 %, и набрал 32 RBI. Показатель получаемых им страйкаутов составил 17,1 %, самый низкий в карьере. В плей-офф, где «Астрос» уступили в Чемпионской серии Американской лиги «Тампе», он выбил четыре хоум-рана, доведя их общее количество за карьеру до девятнадцати. После окончания сезона Спрингер отклонил квалификационное предложение контракта на 18,9 млн долларов, сделанное «Хьюстоном», и получил статус свободного агента. В январе 2021 года он заключил шестилетнее соглашение на 150 млн долларов с «Торонто Блю Джейс». Сделка стала рекордной для клуба.